# Amtsvenn
Das Amtsvenn ist ein Moorgebiet (niederdeutsch: Venn) im nordwestlichen Münsterland in Nordrhein-Westfalen, direkt an der niederländischen Grenze. Es liegt zwischen den Orten Epe, Alstätte und Graes.

## Allgemeines

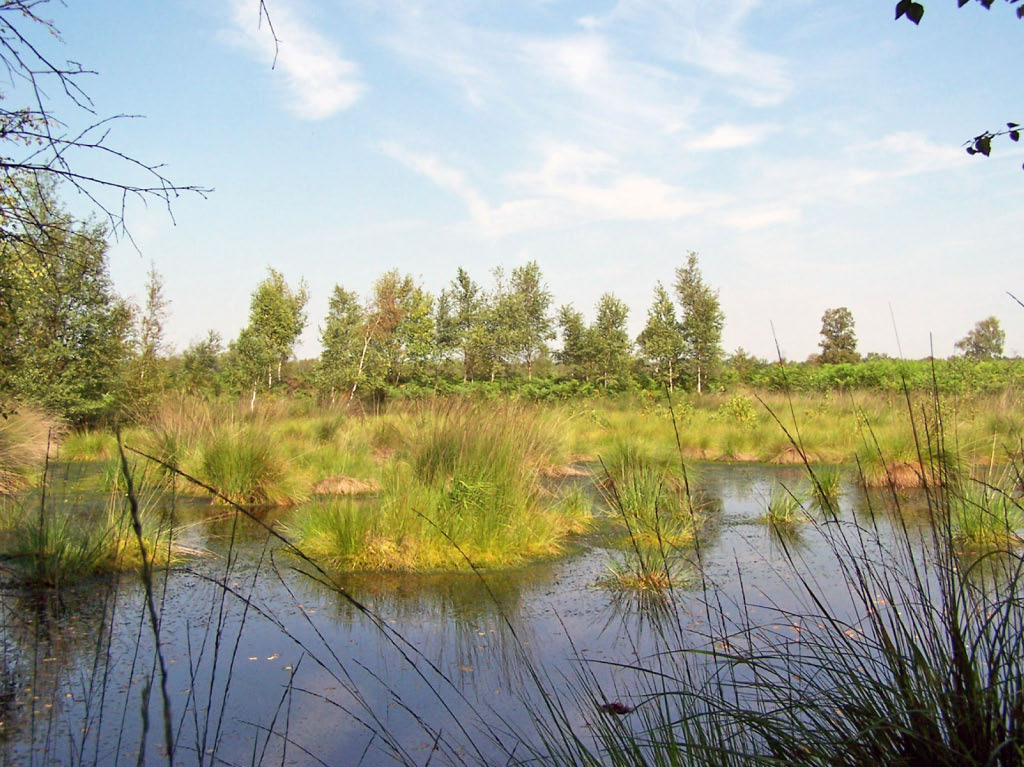
Im niederländischen Aamsveen

Das Amtsvenn ist auf deutscher Seite knapp 9 km² groß und besteht aus drei Teilen, die nach den anliegenden Orten benannt wurden: Alstätter Venn, Eper Venn und Graeser Venn. Jenseits der Grenze findet es im 144 ha großen niederländischen Aamsveen, südlich von Enschede gelegen, seine Fortsetzung. Erschlossen wurde das Amtsvenn erst im Jahr 1929, als die Landstraße von Epe nach Alstätte gebaut wurde.
Bis zum Anfang der 1970er Jahre haben die Bauern der anliegenden Orte im Amtsvenn Torf gestochen. Viele wassergefüllte Torfstiche zeigen dies noch heute. Im Zentrum wurde bis 1982 industriell Torf abgebaut, so dass nur noch wenige Hochmoorflächen erhalten sind.
Der Kern des Amtsvenns steht seit 1983 unter Naturschutz. Die früheren, kleineren Naturschutzgebiete mit den Bezeichnungen Amtsvenn (133 ha) und Hündfelder Moor (184 ha) wurden erweitert und 2004 unter dem Namen Amtsvenn – Hündfelder Moor zusammengefasst. Das neue Naturschutzgebiet umfasst 893 ha.
Der Ostteil des Amtsvenns bildet unter dem Namen Eper-Graeser Venn ein zweites Naturschutzgebiet mit 289 ha. Im Graeser Venn betreibt die Biologische Station Zwillbrock die Schäferei Moorhof.
Im Hündfelder Moor wurde 2023 im Rahmen von LIFE CrossBorderBog ein binationales Projekt zum Hochmoorschutz begonnen. Dabei arbeiten die Provincie Overijssel und Stichting Landschap Overijssel in den Niederlanden und die Biologische Station Zwillbrock, Ministerium für Umwelt, Naturschutz und Verkehr des Landes Nordrhein-Westfalen und Stiftung Nautur und Landschaft Westmünsterland in Deutschland zusammen. Dabei soll bis 2029 der Wasserhaushalt auf 175 ha wiederhergestellt, 31 ha Stillgewässer angelegt, 99 ha lebendes Hochmoor und 21 ha Moorwald geschaffen werden.
Im Amtsvenn gibt es noch viele hochmoortypische Pflanzen und Tiere, darunter Knäkente, Krickente, Schwarzkehlchen, Blaukehlchen, Tüpfelsumpfhuhn und Ziegenmelker.

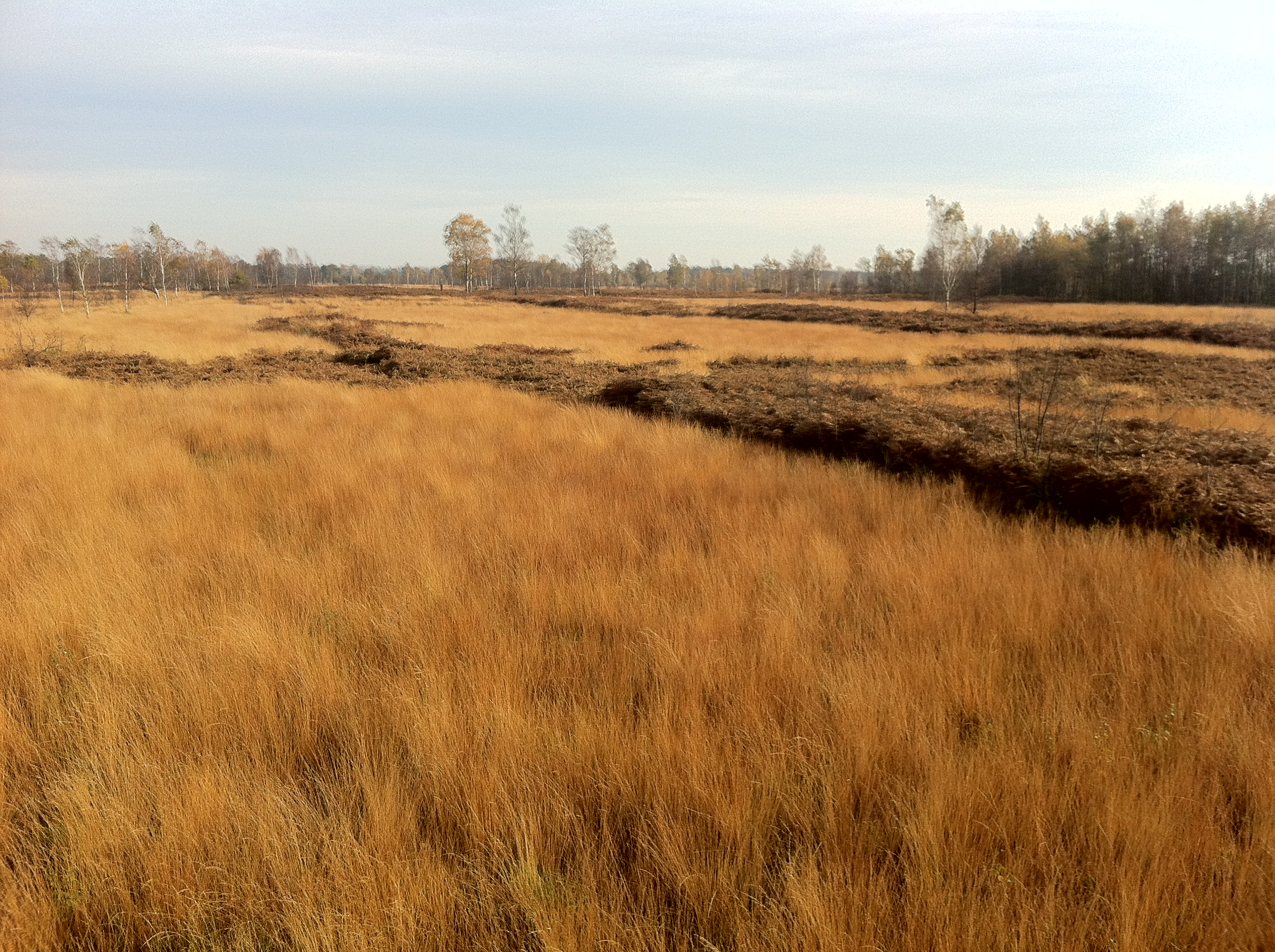
Aamsveen im Herbst

## Feuer 2011
Am 3. Juni 2011 brach morgens beiderseits der Grenze ein etwa 200 ha großer Flächenbrand im Amtsvenn aus. Bis zu 580 Einsatzkräfte der Feuerwehr waren bei den Löscharbeiten im Einsatz.

## Ölpest 2014
Im April wurde eine größere Leckage an einem Kavernenspeicher für Erdöl in Epe entdeckt.